# Usônia

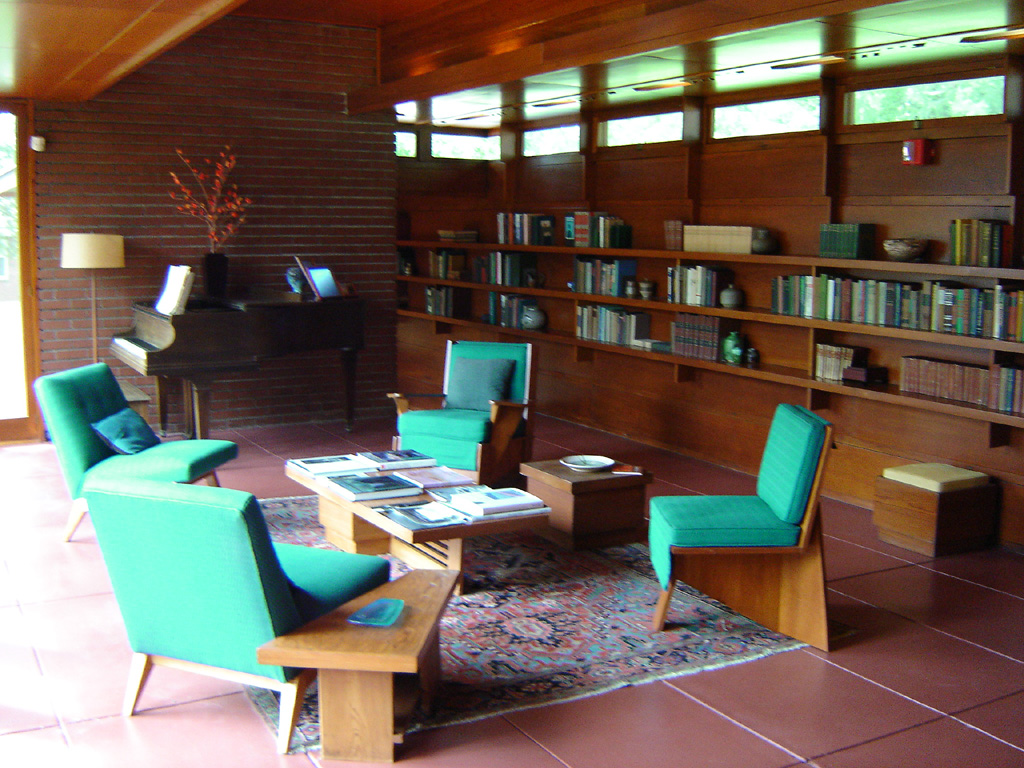
Interior da Casa Rosenbaum

Usonia era uma palavra utilizada pelo arquiteto norte americano Frank Lloyd Wright para referir-se à sua visão da paisagem dos Estados Unidos, incluindo a arquitetura e o urbanismo. Wright propunha o uso do adjetivo usonian no lugar de american para distinguir e dissociar as características particulares das paisagens americanas do Novo Mundo das convenções de estilos arquitetônicos anteriores. Apesar de raramente utilizada com esta conotação, a palavra é mais comum para designar os próprios americanos nos Estados Unidos que suas alternativas.

## Casas usonianas

A Casa de Robert Levin

Usonian ou "usoniana" é um termo que usualmente se refere a um grupo de aproximadamente 55 casas de classe média projetadas por Frank Lloyd Wright a partir de 1936, iniciando-se com a Primeira Casa de Herbert e Katherine Jacobs.  As Casas Usonianas geralmente eram pequenas residências térreas sem garagem ou depósitos; com planta em "L", de modo a parcialmente circundar uma varanda aberta para um jardim; construídas em lotes baratos ou de formatos estranhos. Caracterizavam-se também por sua consciência ambiental ao empregarem materiais locais; coberturas planas e grandes beirais de cantaria de pedra úteis para aquecimento solar passivo e resfriamento natural. Wright utilizava-se ainda de clerestórios, que são séries de janelas localizadas no alto das paredes, normalmente acima das partes inferiores dos telhados, para obter maior iluminação natural e aquecimento do piso. Forte conexão visual entre os espaços interior e exterior era outra importante característica de todas as casas usonianas. Outra inovação deste período, a palavra carport, literalmente "porto para automóveis", foi concebida por Wright para descrever uma marquise destinada a cobrir um carro estacionado.
Variações do projeto da Jacobs House ainda existem hoje e não parecem antiquados. O projeto usoniano é considerado uma das origens estéticas do popular rancho, espécie da casa comum no oeste americano em meados dos anos 50.

## Origem da palavra

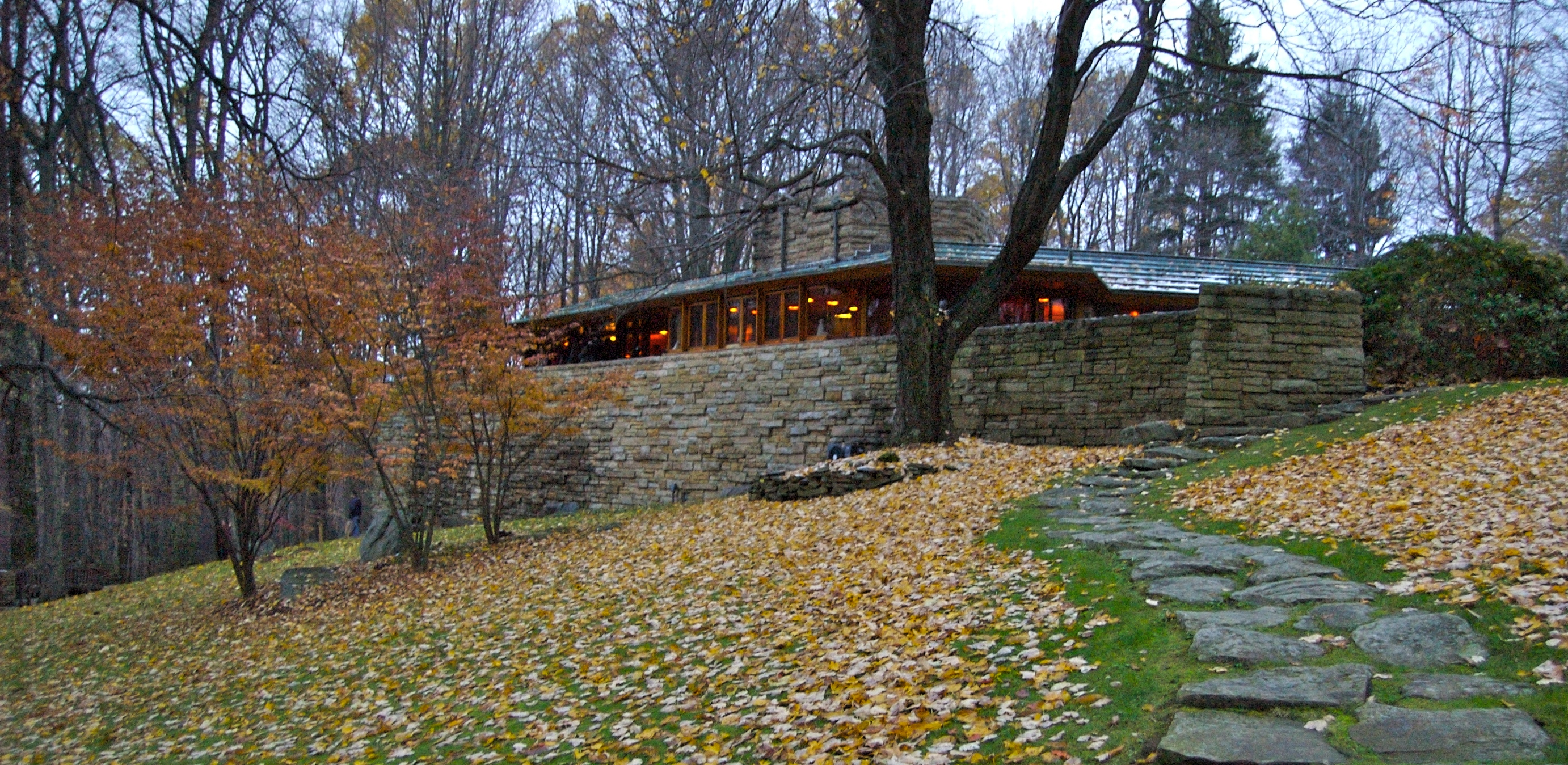
Kentuck Knob

A palavra "usoniano" parece ter sido cunhada por James Duff Law, escritor americano nascido em 1865. Em uma coleção de 1903, intitulada Here and There in Two Hemispheres, Law citava uma carta escrita por ele próprio, datada de 18 de junho de 1903, que começava: "Nós dos Estados Unidos, em consideração aos canadenses e mexicanos, não temos direito a usar o título americanos quando referirmo-nos a assuntos pertencentes apenas a nós mesmos." E prossegue reconhecendo que algum autor havia proposto "Usona", mas que ele preferia "Usonia". Possivelmente a primeira publicação em que Wright emprega este termos foi em 1927:
Mas a razão pela qual o termo "América" tornou-se representativo destes Estados Unidos em casa e no exterior é coisa do passado. Samuel Butler deu-nos um bom nome. Ele nos chamou usonianos, e nossa nação de estados federados, Usonia. 
Contudo, jamais alguém foi capaz de ligar esta referência a Butler. John Sergeant escreveu: "Sugeriram que Wright inventou o nome em sua primeira viagem à Europa em 1910, quando era moda chamar os Estados Unidos de U-S-O-N-A, para evitar confusão com a nova União da África do Sul." USONA, naturalmente das primeiras letras de United States of North America.
A palavra é claramente cognata com o nome dos Estados Unidos em Esperanto, Usono.  O criador do Esperanto, L. L. Zamenhof, usou esse nome em seu discurso no Congresso Mundial de Esperanto em Washington, D.C. em 1910, coincidentemente o mesmo ano em que Wright estava na Europa. Contudo, o dicionário de Esperanto online Reta Vortaro atribui a palavra a Wright.

## Casas Usonianas conhecidas
- Arthur Pieper residence, Paradise Valley, Arizona
- Casa de Dorothy H. Turkel, Detroit, Michigan
- Primeira Casa de Herbert e Katherine Jacobs, Madison, Wisconsin
- Kentuck Knob, Western Pennsylvania
- Muirhead Farmhouse, Hampshire, Illinois
- Casa Pope-Leighey, Alexandria, Virginia
- Casa Rosenbaum, Florence, Alabama
- Casa Weltzheimer/Johnson, Oberlin, Ohio
- Casa Zimmerman, Manchester, New Hampshire
- Casa Duncan, Donegal, Pennsylvania - desmontada e depois reconstruída em Lisle, Illinois
- Casa de Louis Penfield, Willoughby, Ohio
- Casa de Robert Levin, Kalamazoo, Michigan
- Casa de Bernard Schwartz, Two Rivers, Wisconsin
- Usonia Homes, Pleasantville, New York
- Casa de Sol Friedman, Pleasantville, New York
- Casa de Edward Serlin, Pleasantville, New York
- Casa de Roland Reisley, Pleasantville, New York
- Casa de Frank S. Sander, Stamford, Connecticut